# 保罗·麦克纳米
保罗·麦克纳米（英語：Paul McNamee，1954年11月12日—），澳大利亚前男子网球运动员。他曾获得澳大利亚网球公开赛男子双打冠军、温布尔登网球锦标赛男子双打冠军、混合双打冠军。